# Duecento al secondo
Duecento al secondo era un programma televisivo italiano di genere game show condotto da Mario Riva, in onda sul Programma Nazionale alle 21.15 della domenica sera, dal 19 giugno al 18 settembre 1955 per 15 puntate. L'idea originale fu presa dal format statunitense del programma Dollar a Second (1953) fu il primo gioco a premi proposto dalla televisione italiana. Ideato da Garinei e Giovannini, fu trasmesso dal Teatro Lirico di Milano.
I concorrenti erano sottoposti a varie domande alle quali dovevano rispondere entro un certo numero di secondi, i giocatori che non rispondevano alle domande venivano sottoposti a penitenze, le vittime delle penitenze ricevevano però per la loro prestazione la somma di 200 lire per ogni secondo che trascorrevano davanti alle telecamere.
Il concorrente poteva ritirarsi in ogni momento e aggiudicarsi la cifra capitalizzata fino ad allora; se invece interveniva "l'imprevisto" (affidato al telecronista esterno), il concorrente perdeva la somma accumulata, che veniva devoluta in beneficenza.
Il programma fu sospeso il 22 settembre 1955 dopo una polemica parlamentare scaturita dalle penitenze messe in atto nel gioco, giudicate troppo severe. A indignare, tra le altre cose, fu il vedere un uomo anziano, un padre di famiglia, mettersi carponi e abbaiare, imitando un cane, è cosa che non solo non fa ridere ma che suscita un senso di viva indignazione. Indignazione verso coloro che, speculando appunto sul disagio economico di certa gente, comprando la dignità di qualche operaio o di qualche statale per allestire spettacoli che rivelano soltanto la volgarità d'animo dei loro ideatori.